# Sezione narcotici
Sezione narcotici (Puppet on a Chain) è un film del 1970 diretto da Geoffrey Reeve basato sul racconto Burattino in catene del 1969 di Alistair MacLean.

## Trama
Paul Sherman dell'Interpol viene inviato ad Amsterdam per indagare sullo spaccio di eroina. L'uomo che avrebbe dovuto incontrare all'aeroporto viene ucciso davanti ai suoi occhi, prima ancora che abbia la possibilità di parlare con lui, e anche l'assassino riesce a scappare.

## Produzione
Il film è stato prevalentemente girato ad Amsterdam in Olanda.

## Distribuzione
Il lungometraggio fu distribuito nel 1970 nel Regno Unito e nei Paesi Bassi,
mentre in Italia fu distribuito nel 1972 con il divieto per i minori di anni 14.

## Colonna sonora
La colonna sonora fu realizzata interamente da Piero Piccioni e rilasciata nel 1970 in formato vinile e nel 2001 in formato CD.